# Wer bin ich – und wenn ja, wie viele?

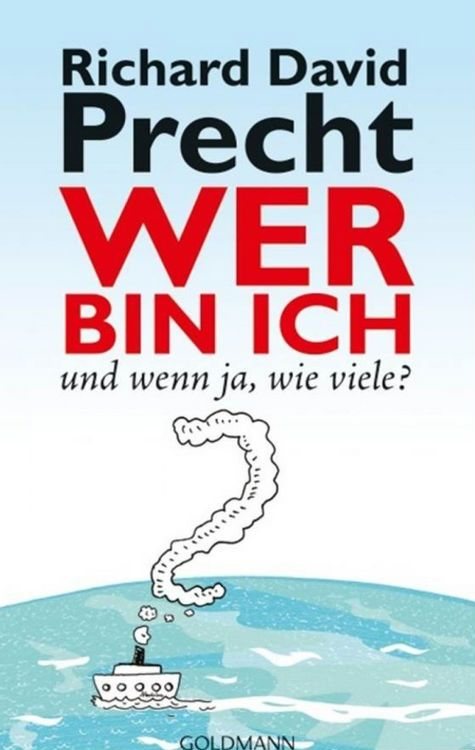
Buchcover

Wer bin ich – und wenn ja, wie viele? Eine philosophische Reise ist ein im Jahr 2007 veröffentlichtes Sachbuch des deutschen Publizisten Richard David Precht. Es war 16 Wochen lang im Jahr 2008 auf Platz 1 der Spiegel-Bestsellerliste. Gegenstand von Prechts auf Allgemeinverständlichkeit angelegtem Untersuchungsgang ist die Erörterung grundlegender philosophischer Fragestellungen zum menschlichen Bewusstsein und Verhalten unter Berücksichtigung neuerer psychologischer  und neurobiologischer Erkenntnisse. Erklärtes Ziel des Buches ist es, die Lust am Denken zu wecken und zu trainieren sowie zu fortschreitender Selbsterkenntnis und einem bewusster geführten Leben anzuregen.

## Inhalt
Das Buch ist in drei Hauptfragen gegliedert, unter denen insgesamt 34 Kapitel ausgeführt werden.
- Der Frage Was kann ich wissen? sind neun Kapitel gewidmet (von Was ist Wahrheit? bis Was ist Sprache?).
- Die Frage Was soll ich tun? wird in 16 Kapiteln behandelt (von Brauchen wir andere Menschen? bis Was darf die Hirnforschung?).
- Der Frage Was darf ich hoffen? wird in neun Kapiteln nachgegangen (von Gibt es Gott? bis Hat das Leben einen Sinn?).

Auftakt der einzelnen Kapitel sind oft biographische Hinweise und Kuriositäten zu den Philosophen und Forschern, mit deren Lehren oder Theorien sich Precht im Folgenden auseinandersetzt. Die Überleitung zum jeweiligen Folgekapitel wird durch Vorausnahme von dessen Titel am Ende des je vorhergehenden Kapitels unterstrichen.

## Publikumserfolg
Das Buch wurde von der Literaturkritikerin Elke Heidenreich in der Sendung Lesen! im ZDF empfohlen. Anschließend gelangte das Buch im Februar 2008 auf den ersten Platz der Spiegel-Bestsellerliste und blieb dort bis Oktober 2012. Es hält damit den Langzeitrekord. Bis 2013 wurden über eine Million Exemplare in 32 Sprachen verkauft. Laut Buchreport war es das erfolgreichste deutsche Hardcover-Sachbuch des Jahres 2008 und belegte unter den Bestsellern des Jahrzehnts (2000–2010) den dritten Platz.

## Rezensionen
Bernd Berke beurteilte das Werk in der Westfälischen Rundschau als ein „Philosophiebuch, wie man es sich schon lange gewünscht“ habe. Precht beziehe dabei „Charles Darwins Evolutionslehre, Sigmund Freuds Psychoanalyse, physikalische Fakten und vor allem neueste Ergebnisse der Hirnforschung“ in seine Überlegungen ein.
Michael Springer resümierte in Spektrum der Wissenschaft: „Ein Buch über Philosophie, das man gut gelaunt zuklappt wie nach einem Abend mit vielseitig interessierten und darum interessanten Gästen“.
Rolf Breitenstein schrieb in der Zeitschrift der Friedrich-Naumann-Stiftung für die Freiheit, das Buch sei „anekdotisch gut gewürzt“, biete dem Leser aber außer einem Loblied auf Epikur nicht viel mehr als gute Hausrezepte.
Dezidiert kritisch äußerte sich Jens-Christian Rabe in der Süddeutschen Zeitung, indem er in seinem Fazit vor allem „die Gestik des Buches“ beklagt: Wie vertrackt das jeweils verhandelte Problem auch liege, nach rund zehn Seiten sei jeweils nicht nur Schluss, sondern auch „manch allzu verdächtig apodiktisches Urteil“ gefällt.
Gustav Falke beurteilte das Werk in der FAZ als „nicht nur überflüssig, sondern auch ärgerlich“. Mit „intellektueller Kreativität“ hätten die Aussagen „offenbar wenig zu tun“. Neben vielen Fakten werde mit schlichten Worten „Theorie über Theorie“ referiert. Alles erscheine einfach; doch bevor man sich klarmachen könne, dass man nichts gelernt habe, sei man schon beim nächsten Punkt. „Es gibt viele Fragen, aber im Grunde, Subtilitäten beiseite gelassen, habe ich die Antworten immer schon gewusst.“

## Ausgaben
- Wer bin ich – und wenn ja wie viele? Eine philosophische Reise. Goldmann Verlag, 2007, ISBN 3-442-31143-8.